# NOTゲート
| 入力 | 出力  |
| A    | NOT A |
| L    | H     |
| H    | L     |

NOTゲート（ノットゲート）は論理否定の論理ゲートで、右に挙げた真理値表のような動作をする。インバータ (inverter) とも呼ぶ。

## 記号
NOTゲートを表す記号は3種類（ANSI、IEC、DIN）ある。
|           |          |          |
| ANSI 記号 | IEC 記号 | DIN 記号 |

## 電子回路での実装

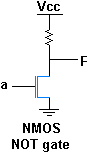
NMOS型インバータ
PMOS型インバータ
スタティックCMOS型インバータ

インバータ回路は、入力の電圧の論理レベルを逆転させて出力する。インバータは、NMOSまたはPMOSのMOSFETを1個と抵抗器の組合せで構築できる。このような「ドレイン抵抗」方式ならトランジスタの種類は1種類で済み、低コストで製造できる。しかし、論理レベルがどちらであっても抵抗器に電流が流れ続けるため、電力消費量とスイッチング速度の面では問題がある。一方、CMOS構成で相補的な2つのトランジスタを使ってインバータを構築することもできる。こちらはトランジスタのどちらか一方が常にOFFになるため、劇的に消費電力を低減できる。NMOSのみまたはPMOSのみのデバイスに比べると抵抗値が低いため、スイッチング速度も改善される。バイポーラトランジスタでインバータを構築することもでき、RTL (resistor-transistor logic) または TTL (transistor-transistor logic) で構成できる。
ディジタル回路は論理の0と1に対応する固定の電圧レベルで運用される。NOTゲートは基本ゲートの一種として、それら2つの電圧レベルの入れ替えを行う。実際の電圧は実装によって異なるが、例えばTTLでは0Vと+5Vといった電圧が一般的である。

### 論理部品としてのNOTゲート

NOTゲートを実装した汎用ロジックIC 4049 (CMOS) のピン配置

NOTゲートは基本的論理回路の1つである。ラッチ回路、マルチプレクサ、デコーダ、状態機械など様々なディジタル回路で使われている。
「ヘックス・インバータ」とは、インバータ（NOTゲート）を6個実装した集積回路である。例えば、TTLの汎用ロジックICである7404は14ピンのヘックス・インバータであり、CMOSの4049は16ピンのヘックス・インバータである。個々のNOTゲートは入力と出力の2ピンがあるので12ピンを必要とし、残るピンのうち2ピンが電源と接地用となる（4049では2ピンが未使用）。

### 電気的特性

#### 性能測定
インバータの性能は電圧伝達曲線 (Voltage Transfer Curve) で測定することが多い。これは入力電圧と出力電圧の関係をグラフにしたものである。そのようなグラフから、そのデバイスの耐雑音性、利得、論理レベルとして使用可能な電圧範囲などのパラメータが得られる。

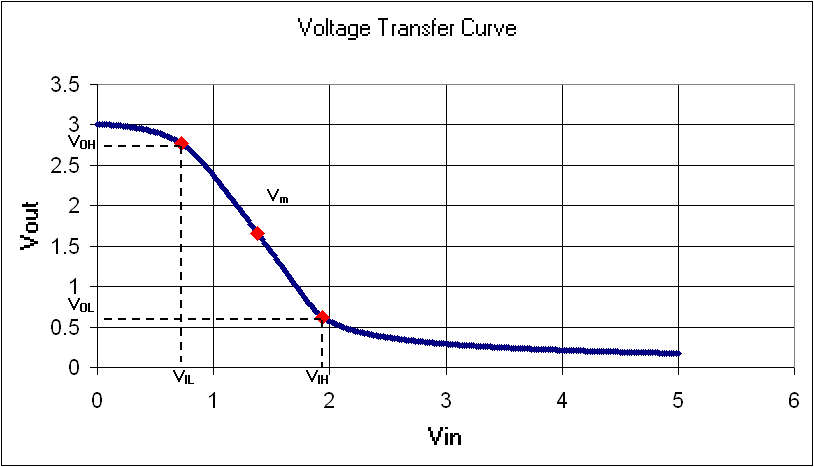
ノースカロライナ州立大学で構築した20μmのインバータの電圧伝達曲線

理想的なNOTゲートでは、電圧伝達曲線 (VTC) はステップ関数を逆転させた形となる。つまり、入力電圧はある特定の電圧を境としてONかOFFかが判定され、逆転されることになる。しかし実際のデバイスでは2つの電圧レベルの間で徐々に変化する領域が存在する。一般に入力電圧が低ければ出力電圧は高く、入力電圧が高ければ出力電圧は低くなり限りなく0Vに近づいていく。この曲線の傾斜がNOTゲートの性能を表し、傾斜が急峻なほどスイッチングが正確となる。
耐雑音性は、図の VOH と VIL の比で示される。これらの電圧は運用時にHIGHとLOWの電圧範囲をどう設定するかで変わってくる。
出力電圧 VOH は、多数のデバイスをカスケード接続する際の信号駆動強度に対応する。

#### アナログ的利用
保証された利用法ではないし、内部の素子のスレッショルドと電源電圧と入力の電位関係によっては貫通電流が流れる可能性もあるため注意が必要だが、アナログ的に見るとNOTゲートは反転アンプないし反転バッファとして動作する。これを利用した電子工作の作例が時折見られる。